# Judo-Europameisterschaften der Männer 1977
Die Judo-Europameisterschaften 1977 der Männer fanden am 14. Mai 1977 in der Eberthalle in Ludwigshafen am Rhein statt. Ludwigshafen war sechs Jahre zuvor bereits Gastgeber der Judo-Weltmeisterschaften gewesen. Zum ersten Mal seit den Europameisterschaften der Männer 1964 war die Bundesrepublik Deutschland Gastgeberland der Europameisterschaften.

## Ergebnisse
| Gewichtsklasse                 | Gold              | Silber                | Bronze                                       |
| ------------------------------ | ----------------- | --------------------- | -------------------------------------------- |
| Superleichtgewicht (bis 60 kg) | Jewgeni Pogorelow | Guy Le Baupin         | Árpád Szabó Reinhard Arndt                   |
| Halbleichtgewicht (bis 65 kg)  | Yves Delvingt     | Ferenc Szabó          | Torsten Reißmann Wolfgang Biedron            |
| Leichtgewicht (bis 71 kg)      | Wladimir Newsorow | Marian Tałaj          | Neil Adams Günter Krüger                     |
| Halbmittelgewicht (bis 78 kg)  | Adam Adamczyk     | Harald Heinke         | Fred Marhenke Bernard Tchoullouyan           |
| Mittelgewicht (bis 86 kg)      | Alexei Wolossow   | Jürg Röthlisberger    | Zbigniew Bielawski Detlef Ultsch             |
| Halbschwergewicht (bis 95 kg)  | Dietmar Lorenz    | Robert Van de Walle   | Arthur Schnabel Paul Radburn                 |
| Schwergewicht (über 95 kg)     | Jean-Luc Rougé    | Dschibilo Nischaradse | Peter Adelaar Wolfgang Zuckschwerdt          |
| Offene Klasse                  | Angelo Parisi     | Wolfgang Zuckschwerdt | Robert Van de Walle Schota Tschotschischwili |

## Medaillenspiegel
| Rang | Land                            | Gold | Silber | Bronze | Gesamt |
| ---- | ------------------------------- | ---- | ------ | ------ | ------ |
| 1    | Frankreich                      | 3    | 1      | 1      | 5      |
| 1    | Sowjetunion                     | 3    | 1      | 1      | 5      |
| 3    | Deutsche Demokratische Republik | 1    | 2      | 5      | 8      |
| 4    | Polen                           | 1    | 1      | 1      | 3      |
| 5    | Belgien                         | 0    | 1      | 1      | 2      |
| 6    | Schweiz                         | 0    | 1      | 0      | 1      |
| 6    | Ungarn                          | 0    | 1      | 0      | 1      |
| 8    | BR Deutschland                  | 0    | 0      | 2      | 2      |
| 8    | Vereinigtes Königreich          | 0    | 0      | 2      | 2      |
| 10   | Niederlande                     | 0    | 0      | 1      | 1      |
| 10   | Rumänien                        | 0    | 0      | 1      | 1      |
| 10   | Schweden                        | 0    | 0      | 1      | 1      |
|      | Total                           | 6    | 6      | 12     | 24     |